# Bromure de titane(III)
Le bromure de titane(III), ou tribromure de titane, est un composé chimique de formule TiBr3. Il s'agit d'un solide bleu foncé, qui apparaît bleu-vert par transparence. Il est soluble dans l'eau et se dismute à 550 °C en bromure de titane(II) TiBr2 et tétrabromure de titane TiBr4. Il existe sous deux polymorphes : la forme α cristallisant dans le système trigonal du chlorure de titane(III) TiCl3 selon le groupe d'espace R3 avec les paramètres a = 640 pm et c = 1 870 pm. L'hexahydrate TiBr3⋅6H2O est un solide cristallisé rouge violacé qui fond à 115 °C et se décompose à 400 °C. Il est soluble dans l'eau, le méthanol, l'éthanol et l'acétone, mais est insoluble dans le tétrachlorométhane et dans le benzène,.
Le tribromure de titane peut être obtenu en faisant réagir du tétrabromure de titane avec de l'hydrogène, :
2 TiBr4 + H2 ⟶ 2 TiBr3 + 2 HBr.
Il peut également être obtenu directement à partir des éléments :
2 Ti + 3 Br2 ⟶ 2 TiBr3.
Une autre méthode est la médiamutation de titane et de tétrabromure de titane :
Ti + 3 TiBr4 ⟶ 4 TiBr3.
L'hexahydrate peut être préparé en réduisant le tétrabromure de titane dans une solution d'acide chlorhydrique, qui précipite lorsque la solution est saturée d'acide bromhydrique :
TiBr4 ⟶ TiBr3 ⟶ TiBr3⋅6H2O.